# Doulos Hope
Die Doulos Hope (griech. doulos, „Diener“, engl. hope, „Hoffnung“, „Diener der Hoffnung“) ist ein ehemaliges Kreuzfahrtschiff, das durch das christliche Missionswerk Operation Mobilisation unter ihrer Sparte OM Ships als schwimmende Bibliothek und Kulturzentrum eingesetzt wird. Bis 2022 wurde es durch Star Cruises als The Taipan betrieben.

## Geschichte
Das Schiff wurde im Mai 1988 unter dem vorgesehenen Namen Lady Sarah in den Flender-Werken auf Kiel gelegt. Parallel wurde das Schwesterschiff Lady Diana gebaut.
Da der ursprüngliche Auftraggeber Windsor Line aus finanziellen Gründen das Schiff nach der Fertigstellung nicht übernehmen konnte, wurden beide Schiffe 1991 nach zwei Jahren Aufliegen in Travemünde an New Frontier Cruise Line verkauft. Die Lady Sarah wurde für die neue Reederei in Aurora II umbenannt.
Im Juli 1994 wurde das Schiff an Star Cruises verkauft und in MegaStar Aries umbenannt. Star Cruises setzte es gemeinsam mit dem ebenfalls erworbenen Schwesterschiff Aurora I für Yacht-Kreuzfahrten ein. Im Jahr 2012 wurde der Name des Schiffes in Genting World geändert.
2016 sollte die spätere Genting Dream von Dream Cruises als Genting World zur Flotte von Star Cruises stoßen. Um eine Namensgleichheit zu vermeiden, wurde das Schiff im Mai 2014 wiederum in The Taipan umbenannt.
Nach der Insolvenz von Star Cruises und dessen Mutterunternehmen Genting Hong Kong 2022 wurde das Schiff als eines der vier verbleibenden Schiffe der Flotte an OM Ships International verkauft und in Doulos Hope umbenannt.
Am 25. Mai 2022 übernahm die Organisation das Schiff. Anschließend fuhr es nach Singapur, um dort ab September 2022 einer Renovierung unterzogen zu werden. Diese sollte ursprünglich 18 Monate dauern und einen Einsatz ab Ende 2023 ermöglichen. Dabei wurde neben dem Einbau der Kapazitäten für die Buchhandlung sowie einem neuen überdachten Vordeck auf Deck 4 auch eine Ballastwasser-Aufbereitungsanlage installiert. Das Schiff soll vor allem im asiatischen Raum und wegen seines niedrigen Tiefgangs auf dortigen Flüssen eingesetzt werden. Dabei dient es in erster Linie als Buchhandlung, aber auch als Basis für Missionen und soziale Projekte, die von OM Ships durchgeführt werden. Die Doulos Hope ist neben der Logos Hope eines von zwei OM-Schiffen.